# Église Santi Bartolomeo e Alessandro dei Bergamaschi
L'église Santi Bartolomeo e Alessandro dei Bergamaschi (en français : Église Saints-Bartholomée-et-Alexandre-des-Bergamasques), anciennement connue sous le nom d'église Santa Maria della Pietà, est une église romaine située dans le rione de Colonna sur la Piazza Colonna.

## Historique
Construite dans la seconde moitié du XVIe siècle, l'église Santa Maria della Pietà est allouée en 1725 par le pape Benoît XIII à l'Archiconfraternité des Bergamasques qui avaient précédemment son siège à l'église San Macuto. La congrégation la rebaptise alors du nom de ses patrons saint Barthélemy et saint Alexandre et la restaure de 1728 à 1735. Les architectes sont Giovanni Battista Contini (en) (1641-1723), élève du Bernin et Carlo De Dominicis (it) (1696-1758).

## Architecture et intérieur
L'église, assez étroite, possède un portail unique surmonté d'un bas-relief représentant la Madone. À l'intérieur, elle est constituée d'une nef unique flanquée de trois chapelles latérales par côté.
Les peintures intérieures datent du début du XXe siècle. Parmi les œuvres se trouvent une sculpture sur bois d'un Christ à la colonne de Filippo del Borgo, une huile sur toile une Madone de la piété attribuée à Guido Reni.